# Schnabelkanne vom Dürrnberg

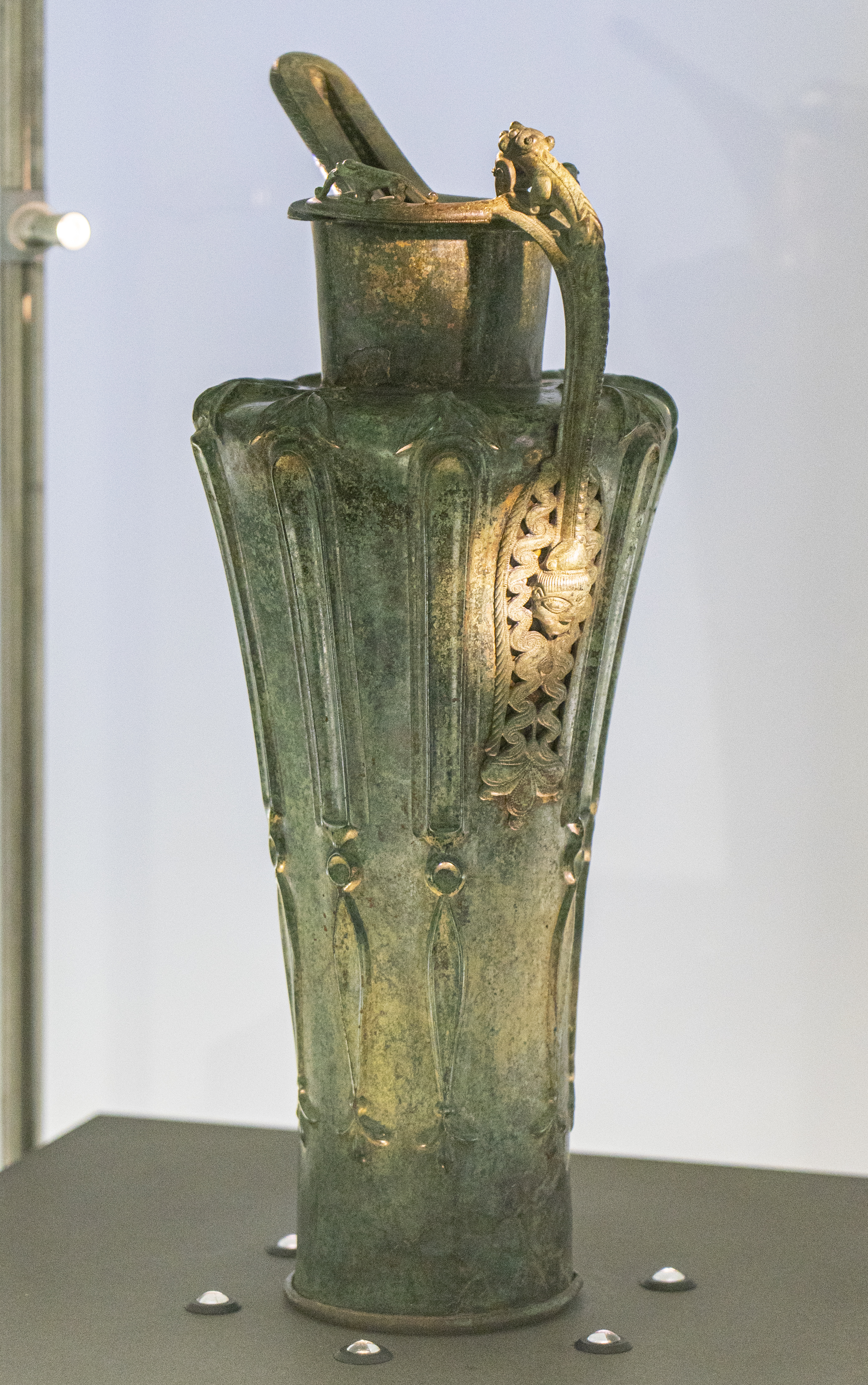
Die Schnabelkanne vom Dürrnberg

Die Schnabelkanne vom Dürrnberg ist ein Meisterwerk des frühkeltischen Metallhandwerks und damit eines der wertvollsten Fundstücke der Ostalpen aus keltischer Zeit.

## Allgemein

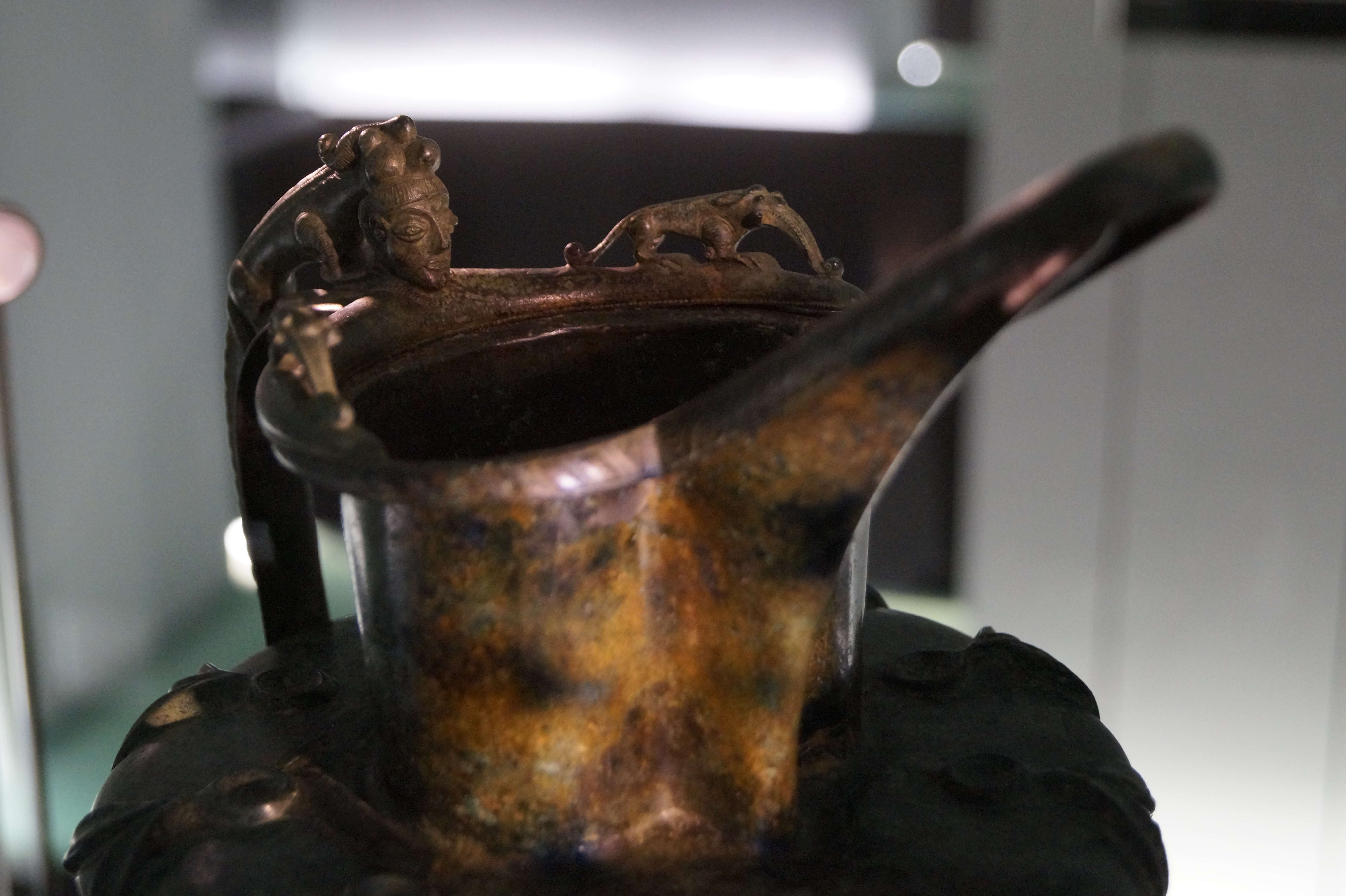
Schnabelförmiger Ausguss und figurale Schmuckelemente

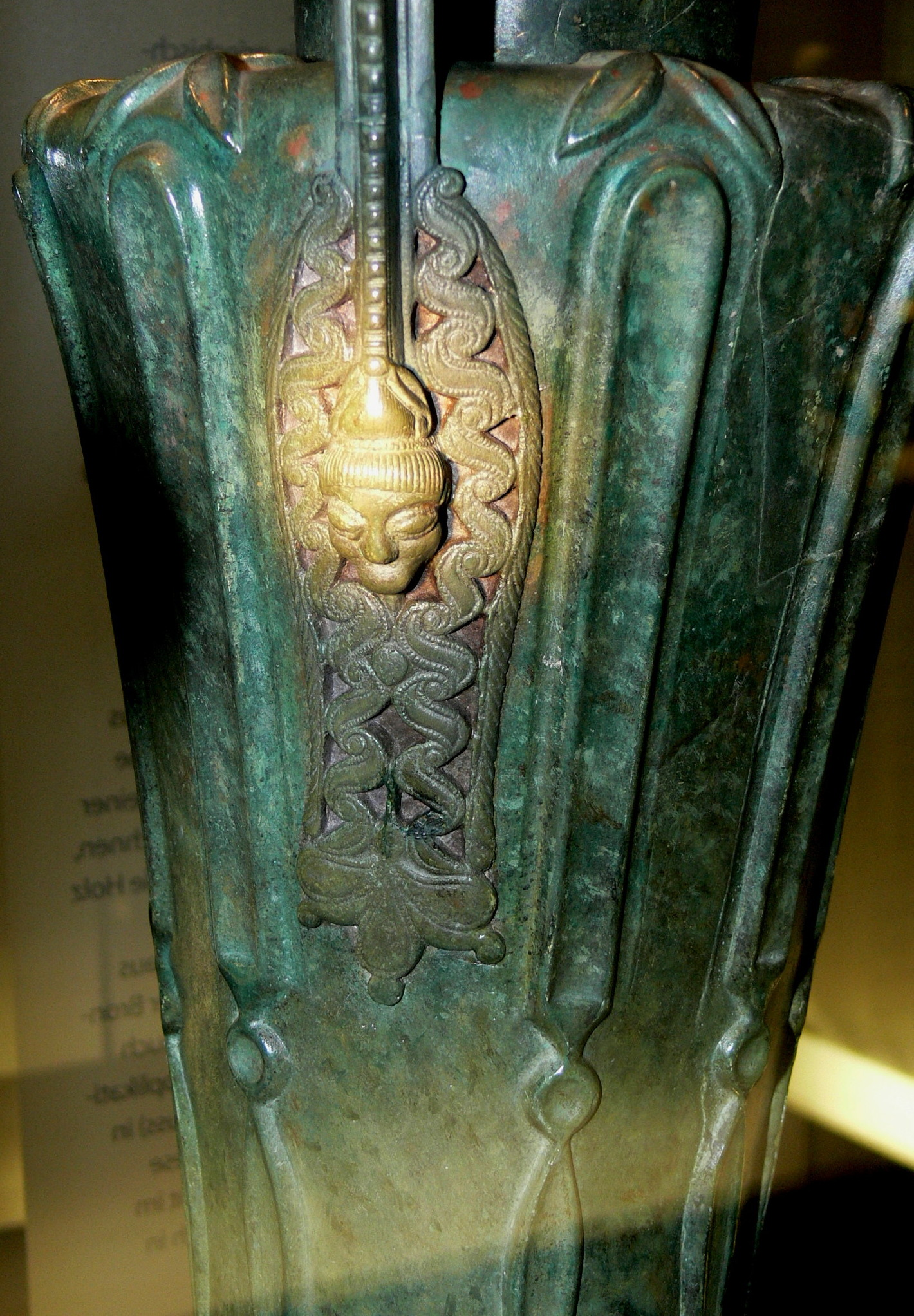
Schnabelkanne vom Dürrnberg

Die Schnabelkanne wurde von keltischen Handwerkern um 400 v. Chr. aus Bronze gefertigt. Mit ihrer meisterhaft gearbeiteten figürlichen Verzierung gehört sie zu den schönsten Erzeugnissen des frühkeltischen Kunsthandwerks. Deckplatte, Gefäßmündung, Henkel und Figurenschmuck wurden gegossen, Seitenwände und Bodenplatte sind aus dünnem Bronzeblech getrieben, durch Nieten und Löten fügte man die einzelnen Teile zusammen. Diese Schnabelkanne ist sowohl von der Formgebung als auch von der technischen Ausführung her als ein Meisterwerk keltischer Toreutik zu bezeichnen.

## Fund
Die latènezeitliche Schnabelkanne wurde 1932 von dem Gymnasiallehrer und Archäologen Olivier Klose und der freiwilligen Grabungshelferin Nora Watteck, der Mutter von Arno Watteck, am Dürrnberg in Hallein aus einem bereits geplünderten Grabhügel ausgegraben. In diesem Grab, es wurde später als Grab 112 nummeriert, befanden sich noch Tongefäße, eine kleine Eisenfibel, Reste eines Messers und die Beschläge eines zweirädrigen Streitwagens. Der Durchmesser des Grabhügels beträgt rund 14 Meter, die ursprüngliche Schütthöhe kann mit mindestens 2 Metern angenommen werden. Die lichte Weite der hölzernen Grabkammer dieses Fürstengrabs betrug rund 2,5 × 3,0 Meter.

## Beschreibung

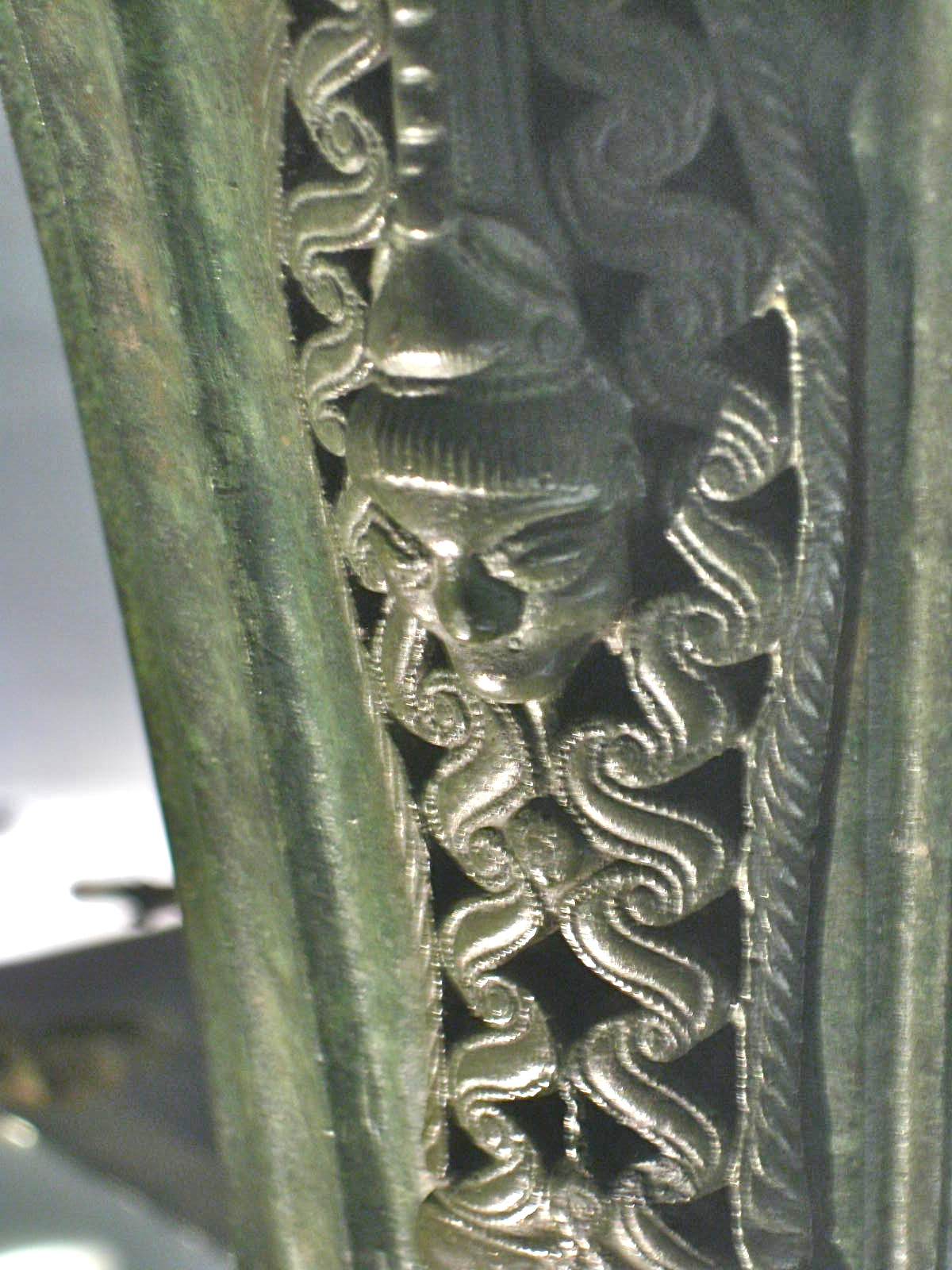
Figuraler Schmuck an der Henkeltasche

Die Kanne besitzt einen hohen, schlanken Körper, der mit einem plastisch getriebenen, sich neunfach wiederholenden Ornament verziert ist. Die Gefäßschulter biegt scharfkantig ein und weist Kreisringe und lanzettförmige Blätter als Verzierung auf. Besonders eindrucksvoll ist der figurale Schmuck, bestehend aus drei Tieren und zwei menschlichen Köpfen am Henkel und an der Randabdeckung. Die Seitenflächen des Ausgusses zeigen das Ornament „laufender Hund“. Das Bildmotiv am unteren Henkelansatz, an der Henkeltasche, kann auch als Geburtsdarstellung oder Wiedergeburt aus dem Wasser interpretiert werden.
Der Salzburger Schriftsteller Wolfgang Kauer hat der Deutung des Zierats an der Dürrnberger Schnabelkanne eine Roman-Tetralogie gewidmet.

## Ausstellungsort
Das Original war bis zum 24. April 2012 im Salzburg Museum zu sehen, im Keltenmuseum Hallein befand sich bis dahin eine sehr gute Kopie. Seit 2012 ist die Schnabelkanne als Attraktion im Keltenmuseum zu sehen. Die Übersiedelung wurde möglich, da am 1. Jänner 2012 die Eingliederung des Keltenmuseums Hallein an das Salzburg Museum erfolgte.

## Rezeption
- Wolfgang Kauer: Der Code der Schnabelkanne oder Das Keltenfieber. Ikonografischer Roman über die keltische Bronze-Schnabelkanne vom Halleiner Dürrnberg. Edition Innsalz, Ranshofen 2012, Bd. 1 der Schnabelkannen-Romantetralogie, ISBN 978-3-902616-57-9.
- Wolfgang Kauer: Frau Perchta und die Schnabelkanne. Edition Innsalz, Ranshofen 2013, Bd. 2 der Schnabelkannen-Romantetralogie, ISBN 978-3-902616-85-2.
- Wolfgang Kauer: Frau Venus auf Wanderschaft. Die Erdmutter in alpinen Felsritzbildern. Edition Innsalz, Ranshofen 2015, Bd. 3 der Schnabelkannen-Romantetralogie, ISBN 978-3-902981-52-3.
- Wolfgang Kauer: Felsbilder der Ostalpen. Das Erbe der Mondfrau, Verlag Anton Pustet: Salzburg 2017, Bd. 4 der Schnabelkannen-Romantetralogie. ISBN 978-3-7025-8045-2.